# ملازم ثاني

رتبة الملازم الثاني في الجيش الجزائري

ملازم ثاني (بالإنجليزية: Second lieutenant)‏ هي رتبة عسكرية، تستخدم هذه التسمية في بعض الدول العربية والتي كانت أصلا موجودة في الجيش العثماني، وهي رتبة ملازم بنجمة واحدة، بينما الملازم الأول يكون بنجمتين (مادون رتبة النقيب).